# Fée Morgane
 (janvier 2023).
La mise en forme du texte ne suit pas les recommandations de Wikipédia : il faut le « wikifier ».
Les points d'amélioration suivants sont les cas les plus fréquents. Le détail des points à revoir est peut-être précisé sur la page de discussion.
- Les titres sont pré-formatés par le logiciel. Ils ne sont ni en capitales, ni en gras.
- Le texte ne doit pas être écrit en capitales (les noms de famille non plus), ni en gras, ni en italique, ni en « petit »…
- Le gras n'est utilisé que pour surligner le titre de l'article dans l'introduction, une seule fois.
- L'italique est rarement utilisé : mots en langue étrangère, titres d'œuvres, noms de bateaux, etc.
- Les citations ne sont pas en italique mais en corps de texte normal. Elles sont entourées par des guillemets français : « et ».
- Les listes à puces sont à éviter, des paragraphes rédigés étant largement préférés. Les tableaux sont à réserver à la présentation de données structurées (résultats, etc.).
- Les appels de note de bas de page (petits chiffres en exposant, introduits par l'outil «  Source ») sont à placer entre la fin de phrase et le point final[comme ça].
- Les liens internes (vers d'autres articles de Wikipédia) sont à choisir avec parcimonie. Créez des liens vers des articles approfondissant le sujet. Les termes génériques sans rapport avec le sujet sont à éviter, ainsi que les répétitions de liens vers un même terme.
- Les liens externes sont à placer uniquement dans une section « Liens externes », à la fin de l'article. Ces liens sont à choisir avec parcimonie suivant les règles définies. Si un lien sert de source à l'article, son insertion dans le texte est à faire par les notes de bas de page.
- La présentation des références doit suivre les conventions bibliographiques. Il est recommandé d'utiliser les modèles {{Ouvrage}}, {{Chapitre}}, {{Article}}, {{Lien web}} et/ou {{Bibliographie}}. Le mode d'édition visuel peut mettre en forme automatiquement les références.
- Insérer une infobox (cadre d'informations à droite) n'est pas obligatoire pour parachever la mise en page.

Pour une aide détaillée, merci de consulter Aide:Wikification.
Si vous pensez que ces points ont été résolus, vous pouvez retirer ce bandeau et améliorer la mise en forme d'un autre article.
Pour les articles homonymes, voir Morgane et Fata Morgana.
Pour le personnage de comics, voir l'article Fée Morgane (Marvel Comics)
La fée Morgane est un personnage du cycle arthurien, dans lequel elle est la demi-sœur  magicienne du roi Arthur. Personnage positif à l'origine, elle est présentée ensuite comme une adversaire du roi, de sa femme Guenièvre et des chevaliers de la Table ronde.
Chez Geoffroy de Monmouth, c’est la principale des neuf enchanteresses qui accueillent Arthur à Avalon après la bataille de Camlann ; chez Chrétien de Troyes, elle est une sœur d’Arthur, magicienne et guérisseuse coopérant avec son frère. C’est à partir du Lancelot-Graal que son personnage se précise. Elle devient l’adversaire d’Arthur, fille d’Ygraine (Ygerne ou Igerne en ancien français) et de Gorlois, sœur d’Élaine et de Morgause, demi-sœur — par sa mère — d’Arthur et femme — souvent infidèle — du roi Urien avec qui elle ne s’entend pas et dont elle a un fils, Yvain. Merlin est son maître de magie.
Dans les adaptations modernes de la légende arthurienne, elle remplace quelquefois Morgause, beaucoup moins connue qu’elle, comme mère de Mordred, fils incestueux d’Arthur. Elle y est présentée comme une séductrice maléfique, mais aussi parfois comme un personnage positif incarnant un pouvoir féminin désapprouvé par la société médiévale.

## Étymologie
Morgane est un prénom féminin. Il semble y avoir une similitude entre branches celtiques. 
La branche gaëlique de muir est l'équivalent du gallois môr, du cornique et du breton mor, apparenté au gaulois mori (attesté sous la forme more dans le Glossaire de Vienne, glosé par le latin mare) et signifiant tous « mer ». 
On retrouve en gallois Muirgenet, de l’irlandais Muirgen. 
C'est un composé des éléments muir « mer » et gen « née de », d'où le sens global de « née de la mer »,.  
Mais on retrouve encore le nom commun matin en Allemagne avec Morgen. Des vestiges celtes y sont d'ailleurs retrouvés. 
L'élément -gen est un proche parent du gaulois genos « lignée, famille », mais comme deuxième élément d'un composé anthroponymique, il exprime une filiation et dans de nombreux exemples, il semble devoir se traduire par « née, née de » ou l'aube, le jour qui se lève (exemple : Samogenus « né l'été, fils de l'été », au féminin Nemetogena « née (près) du sanctuaire, fille du sanctuaire »). Muirgen doit remonter à un composé proto-celtique non attesté *Morigenos. L'ancien gallois Morgen (attesté pour la première fois dans la Vita Merlini de Geoffroy de Monmouth, vers no 920), puis Morgan sont des formes rajeunies d'après le gallois môr « mer ». 
Dans une série d'anthroponymes en -gen, exemple : Catgen « fils du combat » ; Festgen ; Mategen (correspondant du vieil irlandais Mathgen et au gaulois Matugenus). Le vieux breton possédait la même racine gen qui avait pris le sens de « païen » semble-t-il. Le sens de -gen s'étant perdu, il est tombé dans l'attraction analogique des noms de personnes celtiques en -an très nombreux. Le nom de personne moderne Morgan qui en est issu, est particulièrement bien représenté en Bretagne, aussi bien comme élément de toponymes datant de l'époque médiévale (ex. : la ville Morgan à Plouguenast-Langast, Côtes d'armor) que comme nom de famille. La forme féminine française Morgane est issue du latin Morgana, formé avec la désinence féminine -a.
Jean Markale est quant à lui « certain que Morgane est le même personnage que la déesse irlandaise Morrigane », dont le nom en gaélique signifie « grande reine ». Morgane est présentée comme la reine des fées et la maîtresse de l'île d'Avalon, chez Geoffroy de Monmouth.

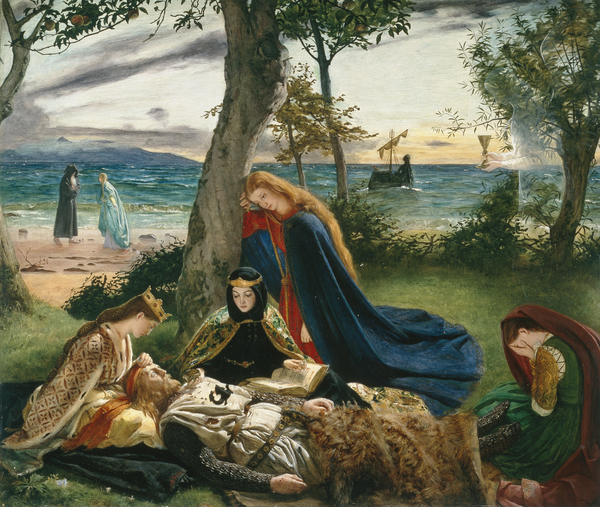
La mort du roi Arthur. tableau de James Archer, XIXe siècle.

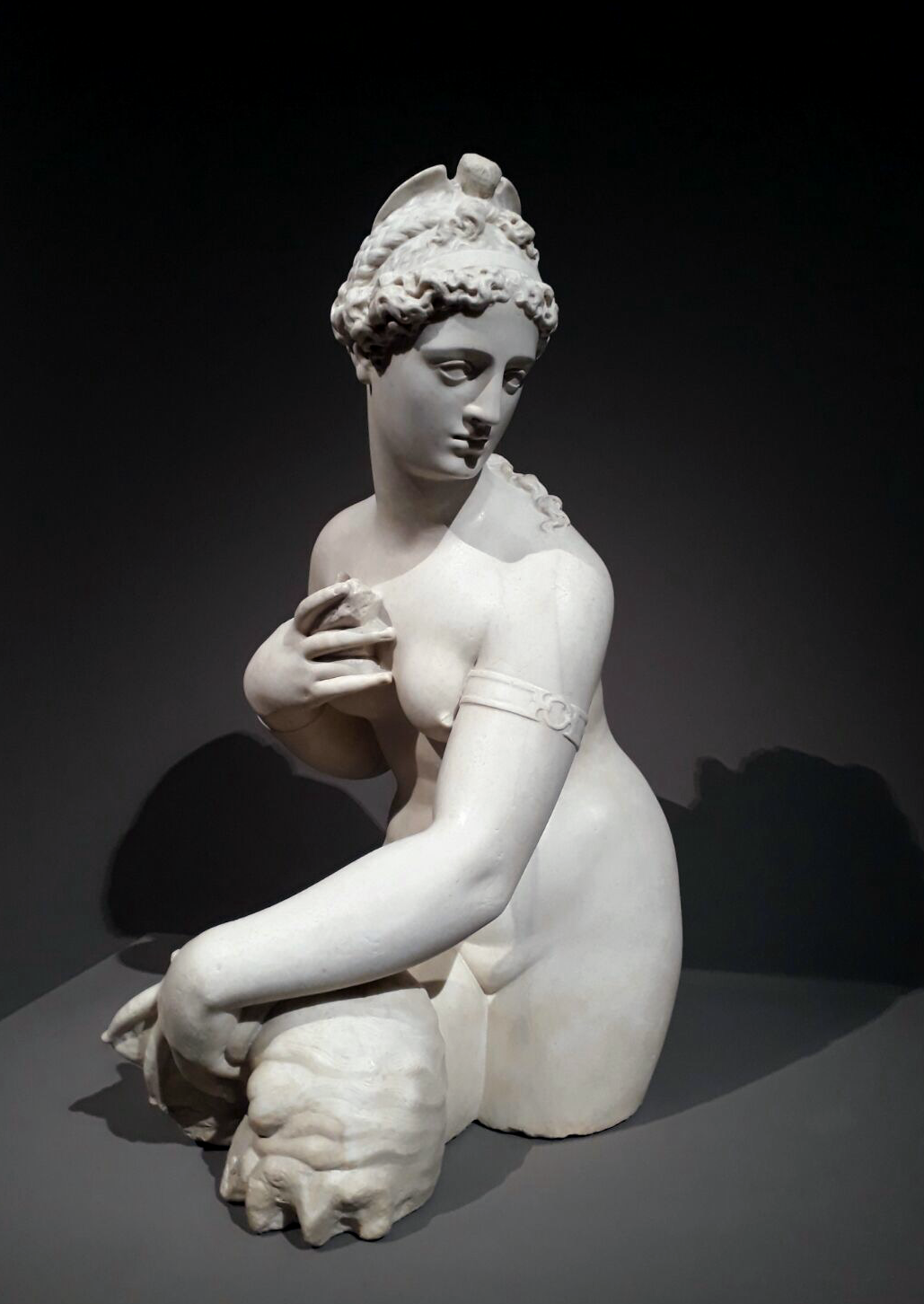
Fata Morgana, Jean Bologne, vers 1573. Fonte della Fata Morgana

## Histoire
Lorsqu'elle apparaît dans le roman de Monmouth, Morgane vit sur l'île d'Avalon avec ses huit sœurs. Grâce à des charmes, elle guérit le roi Arthur blessé lors de la bataille de Camlann. Si elle n'est pas présente dans les romans de Wace et de Layamon, intitulés tous deux Brut, elle apparaît dans les romans de Chrétien de Troyes, Erec et Yvain en tant que sœur d'Arthur. Morgane apparaît aussi dans l'ouvrage d'Étienne de Rouen, Draco Normannicus. Dans tous ces textes le rôle de Morgane est positif : chez Chrétien de Troyes (Érec et Énide, Yvain ou le Chevalier au lion), elle guérit son frère ainsi qu'Yvain et Lancelot.
Envoyée dans un couvent lorsqu’Uther Pendragon tue son père et épouse sa mère, elle reçoit une éducation complète puis est acceptée par Merlin comme élève dans les arts magiques. Uther lui fait épouser Urien qu’elle n’aime pas. Femme luxurieuse, elle tombe amoureuse, à Camelot, d'un chevalier, Guiomart, cousin de la reine Guenièvre. Cette dernière rompt leur relation et, dès lors, Morgane déteste son frère et Guenièvre. Cette haine s'accentue après que Lancelot a rejeté ses avances.
Dans certains contes Morgane va chercher à se venger de Guenièvre, en la prenant en défaut, par exemple en portant à la cour une coupe magique qui révèle l’infidélité (Tristan en prose). Dans Sire Gauvain et le chevalier vert, Morgane est la complice de la belle dame de Haut-Désert, toutes deux recherchant la mort de Gauvain par des actes fourbes et traîtres.
Dans certains récits, elle s’empare du fourreau — dans lequel réside, selon certains, le pouvoir protecteur de l’épée — et le jette dans un lac. Dans d'autres récits, Morgane initie son neveu (ou fils, cela varie selon les récits) Mordred pour qu'il puisse tuer Arthur. Mordred réussit à tuer Arthur et cela marque la fin d'Albion. Le corps d'Arthur est transporté dans un bateau par trois femmes : Ygraine, la Dame du Lac et Morgane.

## Description

### Personnalité
Le personnage de Morgane se caractérise par sa complexité. Selon les auteurs, elle est une fée ou une humaine, bénéfique ou maléfique ; sœur, demi-sœur ou sans lien de parenté avec Arthur. Dès lors, les significations que l'on peut y voir sont multiples, elles s'opposent parfois ou se complètent.
Capable de guérir ou de tuer, Morgane rappelle la personnalité de déesses qui ont pu inspirer les auteurs médiévaux. Morrigan, déesse celtique, mais aussi Sirona et les déesses celtiques Sulis et Sequana (les deux dernières étant de plus liées à l'eau comme Morgan) ont pu servir de modèles pour la création de Morgane. Le personnage pourrait avoir l'une de ses sources dans la déesse Morrigan, une Tuatha Dé Danann inspirée de la Dea Matrona gauloise, telle qu'elle apparaît dans la littérature galloise médiévale. Fille d’Avallach ou du roi d’Avallach (Avalon ?), dans les Triades galloises, elle est, comme dans le cycle arthurien, liée au roi Urien. Elle en a deux enfants, un fils nommé Owain et une fille nommée Morfydd.

### Filiation et naissance

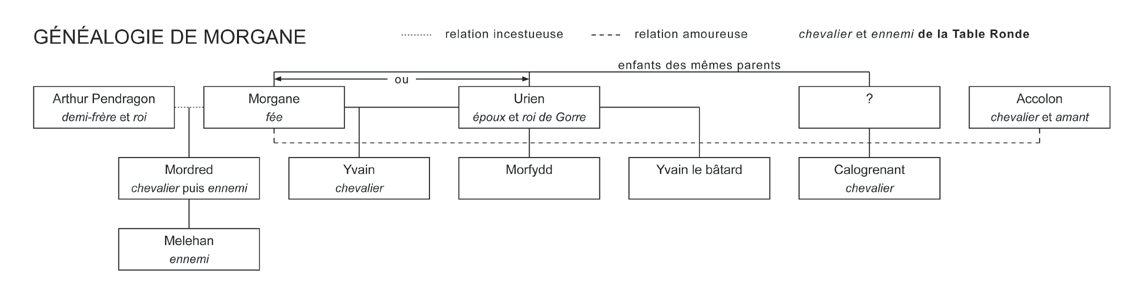
Généalogie de Morgane.

C'est dans le Lancelot-Graal qu'est détaillée la filiation de Morgane. Elle y est la fille d'Ygraine et de Gorlois, duc de Cornouailles, sœur d'Élaine et de Morgause et demi-sœur d'Arthur.

### Capacités et relations

#### Pouvoirs magiques
Selon le Lancelot-Graal, Morgane apprend les secrets de magie de Merlin, et les emploie pour contrarier les desseins du roi Arthur et de Lancelot.
Dans le roman de Monmouth, elle est dépeinte comme une magicienne experte dans l'art de guérir, connaissant les plantes, capable de changer de forme et d'aller d'un lieu à l'autre en volant. Ce pouvoir la relierait, selon Jill Marie Hebert, à Morrigan.
Dans le roman de Hartmann von Aue, Erec, Morgane est décrite comme capable de changer les personnes en animaux. Cela la rapproche de la magicienne Circé qui apparaît dans l’Odyssée.
Dans l'ouvrage d'Étienne de Rouen, elle est une nymphe immortelle capable de conférer l'immortalité à d'autres personnes et en particulier Arthur qui est décrit comme son frère.

#### Vie amoureuse
Morgane est présentée comme une femme luxurieuse, ayant de nombreux amants, le plus connu et probablement son favori étant Accolon, la fée semblant éprouver un amour véritable à son égard. Contrairement à Viviane, elle n'a pas de relation amoureuse avec Merlin.
Certaines sources lui attribuent la maternité de Mordred. Dans le Roman de Merlin, l'enchanteur apparaît au roi Arthur sous la forme d'un enfant de quatre ans pour lui reprocher d'avoir péché en faisant un enfant avec sa sœur Morgane, puis sous celle d'un vieillard où il annonce qu'un chevalier à naître (Mordred) causera la perte du royaume. Mordred peut-être conçu de façon « fortuite » : Morgane représente la jeune vierge offerte au dieu Cornu qui n'est autre qu'Arthur, lors d'une fête païenne, sans qu'aucun des deux ne le sache. Ce n'est qu'une fois le rite accompli que les deux amants découvrent chacun l'identité de l'autre.

## Histoire littéraire

### Textes de la légende arthurienne
Dans le Lancelot-Graal, Morgane change de personnalité et devient une opposante à Arthur et à la Table ronde. Elle n'est plus le personnage magique qui sauve Arthur mais une figure néfaste qui emprisonne les chevaliers infidèles à leur dame dans le Val sans retour, situé à Brocéliande, et qui essaie de briser l'amour de Lancelot et de la reine Guenièvre.
Dans Le Morte d'Arthur, elle s’empare d’Excalibur et pousse son amant Accolon à tuer Arthur, mais le plan échoue.

### Autres textes
Elle apparaît aussi dans la Matière de France où elle a pour amant et complice Ogier de Danemarche. Dans Huon de Bordeaux, elle a un fils de Jules César, Obéron, roi de féerie doté de pouvoirs magiques et qui a plusieurs traits communs avec Merlin.
Elle est mentionnée dans les Chroniques de Gargantua comme la marraine de ce dernier sous le nom de Morgan-le-Fay, alors que dans Pantagruel, elle est appelée Morgue, fée de l’île d’Avalon.

## Symbolique
Morgane, lorsqu'elle est comprise comme une incarnation de la déesse Morrigan, représente le destin. Morrigan est elle-même une forme de la déesse-mère gauloise Matrona, qui donne en gallois Modron. Or la déesse mère accueille les défunts, comme Morgane accueille Arthur, lorsqu'il est grièvement blessé. En revanche, dans les textes de la matière de Bretagne plus tardifs, elle est la magicienne maléfique opposée de la fée Viviane, la fée bénéfique.

## Morgane dans le folklore
Le nom de Morgane la lie peut-être aux morgan/morgen, fées des eaux séductrices et dangereuses du folklore brittonique.
Morgane a perduré en France sous le nom de fée Margot et l’on trouve un peu partout en France des « Caves à Margot », des « chambres de la fée Margot », des « fuseaux de Margot » ou des « Roche Margot ». Sainte Marguerite, représentée « issourt » du dragon comme à Lucéram, ou avec à ses pieds le dragon-vouivre symbolisant les forces telluriques, pourrait avoir emprunté certaines de ses caractéristiques.
Morgane est la femme de Gargantua dans certains contes populaires, et sa marraine chez Rabelais ; elle porte comme lui un devantiau (sorte de tablier) dans lequel elle transporte des pierres. Selon le folkloriste Henri Dontenville, les sonorités MeReGue de Morgane et GueReGue de Gargantua se répondent. Tout comme il y a de nombreux Monts « Gargan », il y a des monts (Morgon, Margantin, Mercantour…), des rivières (Morgon, Mourgon, Morge, Mourgues…), des fontaines de la Mourgue qui pourraient lui devoir leur nom.
Le Morgant Maggiore de Pucci (fin du XVe siècle) conte les exploits d’un géant Morgante, ou Morgant, Morgan. La transcription de son nom en Morgue la lie parfois à la Mort.
Morgane a une place dans les mouvements contemporains de renaissance celtique. Le Manuscrit des Paroles du Druide sans nom et sans visage, de l'auteur Emmanuel-Yves Monin, la dit « Mère Grand, Morgan, Celle-qui-sait-la-vuipre, Bel-Terre, la Noire, la Dame de Sous-Terre, et tant d’autres noms… ».

## Dans la culture populaire
Comme nombre d'autres personnages de la légende arthurienne, Morgane trouve une place de choix dans la culture populaire moderne, tant littéraire que dans les arts visuels.

### Animation
- Dans le long métrage d'animation de Disney, Merlin l'Enchanteur, elle change d'aspect et prend le nom de Madame Mim.

- Dans le long métrage d'animation japonaise d'AIC Ah! My Goddess, le film, Morgan est une fée directement inspirée de la figure légendaire et possédant les caractéristiques archétypales des créatures folkloriques de la mythologie celtique.

### Bande dessinée
- La fée Morgane est une super-vilaine de l'univers Marvel. Elle apparait également dans l'univers DC. DC Comics publie par ailleurs entre 1982 et 1985 la mini-série Camelot 3000, dans laquelle Morgane et Mordred, réincarnés dans le futur, y affrontent à nouveau les chevaliers de la table ronde.

- Dans la série de comics Hellboy, Morgane apprend au héros qu'il est un descendant du Roi Arthur, dernier roi légitime de Grande-Bretagne, et l'incite à se saisir d'Excalibur pour contrer le retour de la Fée Viviane, reine des sorcières et déesse de la guerre.

- Morgane, dans la bande dessinée Excalibur Chroniques de Jean-Luc Istin, est la petite-fille de Merlin.

### Jeu vidéo
Le personnage est explicitement représenté dans l'univers de visual novels Fate.
La Fée Morgane apparaît dans le MOBA Smite en tant que personnage jouable.

### Littérature
Dans Le Cycle d'Avalon de Marion Zimmer Bradley, elle joue le rôle de protectrice des traditions religieuses et magiques bretonnes contre l’avancée d'un christianisme présenté comme oppresseur et patriarcal. Elle est disciple de la grande prêtresse Viviane. Dans L'Apprentie de Merlin de Fabien Clavel, Ana, l'élève de Merlin, est en réalité Morgana, demi-sœur et amante d'Arthur, qu'elle a aidé à devenir roi. Dans cette version, Morgane est la fille de Viviane et d'Uther et elle a un don pour la magie noire.

### Musique
Le groupe de heavy metal Grave Digger a une chanson nommée Morgane La-fay dans leurs album thématique Excalibur.

### Série audiovisuelle
- Morgane, dans la série américano-canadienne Stargate SG-1, est une ancienne ayant effectué l'Ascension, son nom véritable est Ganos Lal.

- Dans la série britannique Merlin (2008), Morgane est la pupille du roi Uther Pendragon. Son père, avant de mourir, aurait fait jurer à Uther de protéger sa fille. Elle vit donc dans le château de Camelot et, en tant que pupille d'Uther, tient le rôle de sœur d'Arthur. Elle apparaît au début de la série comme une alliée de Camelot, amie d'Arthur, de Merlin et de Guenièvre, mais elle acquiert un rôle d'antagoniste après que Merlin a dû s'attaquer à elle alors que le royaume subit un sortilège lancé par Morgause, la demi-sœur de Morgane. Uther révèle alors qu'elle est censée ignorer qu'elle est la fille qu'il a eue avec Viviane, et donc, comme dans la légende, la demi-sœur d'Arthur, quoiqu'elle le soit par le roi Uther et non par Ygerne. Katie McGrath l'interprète.

- Dans la série française Kaamelott, Morgane apparaît dans deux épisodes : La Blessure mortelle et La Réponse. Elle n'est apparemment présente qu'au cas où Arthur décéderait, étant chargée de l'emmener ensuite à Avalon (« c'est pas la porte à côté »). Elle apparaît également, après le bannissement de la Dame du Lac, afin de prévenir Arthur de l'existence d'une prophétie menaçant le royaume. Léa Drucker l'interprète.

### Téléfilm
Morgane est l'un des personnages principaux du téléfilm Les Brumes d'Avalon, où elle est interprétée par Julianna Margulies.